# Clevedon
Clevedon is een civil parish in het bestuurlijke gebied North Somerset, in het Engelse graafschap Somerset. De plaats telt 21.281 inwoners volgens de United Kingdom census van 2011. De plaats was het o.a. decor voor opnames van Broadchurch.